# Bayerische A III
Die Bayerischen A III waren Lokomotiven der Königlich Bayerischen Staatsbahn.
Bei diesen Fahrzeugen experimentierte man nochmals mit einem kurzen Kessel und der Expansionssteuerung der Bauart Meyer. Da auch die zusätzliche Vergrößerung der Heizfläche durch zusätzlich eingebaute Rohre nicht verbessert werden konnte, wurden je zwei zu B I und C I umgebaut. Ansonsten war die Bauweise dieselbe wie bei den Maschinen der Baureihe A II.
Sie waren mit einem Schlepptender der Bauart 2 T 4,2, später nach dem Umbau 2 T 5 ausgestattet.